# Egészrész
A valós számok halmazán értelmezett (alsó) egészrész függvény (jelben ⌊x⌋ vagy [x]) egy valós számnak a nála nem nagyobb legnagyobb egész számot felelteti meg. Hasonlóan, a felső egészrész függvény (jelben ⌈x⌉) az adott valós számnak a nála nem kisebb legkisebb egész számot felelteti meg.
A [x] jelölést Gauss vezette be az alsó egészrészre; a ⌊x⌋ és a ⌈x⌉ jelek Kenneth E. Iversontól származnak. A német nyelvben ma is használják a Gauß-Klammer ('Gauss-zárójel') nevet az alsó egészrészre. Az angol nyelvben az alsó egészrész függvény egyik neve az entier function, amiben az entier szó franciául egészet jelent.

## Definíciók

### Alsó egészrész
Egy x valós számra x alsó egészrésze (vagy egész része) az az egész szám, mely a legnagyobb az x-nél kisebb vagy egyenlő egészek közül:
{\displaystyle \lfloor x\rfloor =\max \,\{n\in \mathbb {Z} \mid n\leq x\},}
Így például {\displaystyle \lfloor 5\rfloor =5,\lfloor -3{,}5\rfloor =-4}.

### Felső egészrész
Egy x valós számra x felső egészrésze az az egész szám, mely a legkisebb az x-nél nagyobb vagy egyenlő egészek közül:
{\displaystyle \lceil x\rceil =\min \,\{n\in \mathbb {Z} \mid n\geq x\}.}
Például: {\displaystyle \lceil 3\rceil =3,\lceil -2{,}6\rceil =-2}.

### Törtrész
Egy x valós szám törtrésze az alsó egészrészétől való távolsága, azaz {\displaystyle \{x\}=x-\lfloor x\rfloor }. Nyilván mindig teljesül, hogy {\displaystyle 0\leq \{x\}<1}.
Példa:
| {\displaystyle x} érték | {\displaystyle \lfloor x\rfloor } alsó egészrész | {\displaystyle \lceil x\rceil } felső egészrész | {\displaystyle \{x\}} törtrész |
| ----------------------- | ------------------------------------------------ | ----------------------------------------------- | ------------------------------ |
| 2,4                     | 2                                                | 3                                               | 0,4                            |
| 2,7                     | 2                                                | 3                                               | 0,7                            |
| −2,7                    | −3                                               | −2                                              | 0,3                            |
| −2                      | −2                                               | −2                                              | 0                              |

## Tulajdonságok

### Ekvivalens definíciók
Mivel minden egység hosszú, félig nyílt intervallumban pontosan egy egész szám van, ezért bármely x valós szám esetén egyértelműen léteznek olyan m és n egészek, amikre:
{\displaystyle x-1<m\leq x\leq n<x+1.\;}
Ekkor az egészrészek definícióiból {\displaystyle \lfloor x\rfloor =m} és {\displaystyle \lceil x\rceil =n}.

### Számolás egészrészekkel
A következő formulák segítenek az egészrészt tartalmazó számításokban:
{\displaystyle {\begin{aligned}\lfloor x\rfloor =n\quad \Longleftrightarrow \quad n\leq x<n+1\quad \Longleftrightarrow \quad x-1<n\leq x,\\\lceil x\rceil =n\quad \Longleftrightarrow \quad n-1<x\leq n\quad \Longleftrightarrow \quad x\leq n<x+1.\end{aligned}}}
Ezek a képletek a rendezéssel való kapcsolatot is mutatják:
{\displaystyle {\begin{aligned}x<n&\Longleftrightarrow \lfloor x\rfloor <n,\\n<x&\Longleftrightarrow n<\lceil x\rceil ,\\x\leq n&\Longleftrightarrow \lceil x\rceil \leq n,\\n\leq x&\Longleftrightarrow n\leq \lfloor x\rfloor .\end{aligned}}}
Egész szám hozzáadásának hatása:
{\displaystyle {\begin{aligned}\lfloor x+n\rfloor &=\lfloor x\rfloor +n,\\\lceil x+n\rceil &=\lceil x\rceil +n,\\\{x+n\}&=\{x\}.\end{aligned}}}
Ha n nem egy egész, akkor a fenti egyenlőségek helyett felírhatóak:
{\displaystyle {\begin{aligned}&\lfloor x\rfloor +\lfloor y\rfloor \leq \lfloor x+y\rfloor \leq \lfloor x\rfloor +\lfloor y\rfloor +1,\\&\lceil x\rceil +\lceil y\rceil \geq \lceil x+y\rceil \geq \lceil x\rceil +\lceil y\rceil -1.\end{aligned}}}
Ezek csupa egész értékek, ezért bármilyen x, y valós számokra
{\displaystyle {\begin{aligned}\lfloor x+y\rfloor =\lfloor x\rfloor +\lfloor y\rfloor {\text{ vagy }}\lfloor x+y\rfloor =\lfloor x\rfloor +\lfloor y\rfloor +1,\\\lceil x+y\rceil =\lceil x\rceil +\lceil y\rceil {\text{ vagy }}\lceil x+y\rceil =\lceil x\rceil +\lceil y\rceil -1.\end{aligned}}}

### A függvények kapcsolata
A definíciók alapján nyilván {\displaystyle \lfloor x\rfloor \leq \lceil x\rceil }, ahol az egyenlőség akkor és csak akkor teljesül, ha x egész. Tehát
{\displaystyle \lceil x\rceil -\lfloor x\rfloor ={\begin{cases}0,&{\mbox{ha }}x\in \mathbb {Z} \\1,&{\mbox{ha }}x\not \in \mathbb {Z} \end{cases}}.}
Az argumentum előjelét megváltoztatva az egészrész függvények egyike előjelváltással a másikra cserélhető, és fordítva. Ez így írható formálisan: {\displaystyle \lfloor x\rfloor +\lceil -x\rceil =\lceil x\rceil +\lfloor -x\rfloor =0}.
Fennállnak továbbá a következő összefüggések is:
{\displaystyle {\begin{aligned}&\{x\}+\{-x\}={\begin{cases}0,&{\mbox{ha }}x\in \mathbb {Z} \\+1,&{\mbox{ha }}x\not \in \mathbb {Z} \end{cases}},\\&\lfloor x\rfloor +\lfloor -x\rfloor ={\begin{cases}0,&{\mbox{ha }}x\in \mathbb {Z} \\-1,&{\mbox{ha }}x\not \in \mathbb {Z} \end{cases}},\\&\lceil x\rceil +\lceil -x\rceil ={\begin{cases}0,&{\mbox{ha }}x\in \mathbb {Z} \\+1,&{\mbox{ha }}x\not \in \mathbb {Z} \end{cases}}.\end{aligned}}}
A felső és az alsó egészrész, illetve a törtrész idempotens:
{\displaystyle {\Big \lfloor }\lfloor x\rfloor {\Big \rfloor }=\lfloor x\rfloor ;\;{\Big \lceil }\lceil x\rceil {\Big \rceil }=\lceil x\rceil ;\;{\Big \{}\{x\}{\Big \}}=\{x\}.}
A két egészrész függvény összetevésével (kompozíciójával) visszakapjuk a belső függvényt, azaz {\displaystyle {\Big \lfloor }\lceil x\rceil {\Big \rfloor }=\lceil x\rceil } és {\displaystyle {\Big \lceil }\lfloor x\rfloor {\Big \rceil }=\lfloor x\rfloor }.

### Osztások
Ha m, n egészek és n ≠ 0, akkor
{\displaystyle 0\leq \left\{{\frac {m}{n}}\right\}\leq 1-{\frac {1}{|n|}}.}
Ha n pozitív, akkor
{\displaystyle {\begin{aligned}\left\lfloor {\frac {x+m}{n}}\right\rfloor =\left\lfloor {\frac {\lfloor x\rfloor +m}{n}}\right\rfloor ,\\\left\lceil {\frac {x+m}{n}}\right\rceil =\left\lceil {\frac {\lceil x\rceil +m}{n}}\right\rceil .\end{aligned}}}
Ha m pozitív, akkor
{\displaystyle {\begin{aligned}n=\left\lceil {\frac {n}{m}}\right\rceil +\left\lceil {\frac {n-1}{m}}\right\rceil +\dots +\left\lceil {\frac {n-m+1}{m}}\right\rceil ,\\n=\left\lfloor {\frac {n}{m}}\right\rfloor +\left\lfloor {\frac {n+1}{m}}\right\rfloor +\dots +\left\lfloor {\frac {n+m-1}{m}}\right\rfloor .\end{aligned}}}
m = 2-re sajátosan: {\displaystyle n=\left\lfloor {\frac {n}{2}}\right\rfloor +\left\lceil {\frac {n}{2}}\right\rceil }.
Az ún. Hermite-azonosság szerint pozitív egész m-ek és valós x-ek esetén:
{\displaystyle {\begin{aligned}\lceil mx\rceil =\left\lceil x\right\rceil +\left\lceil x-{\frac {1}{m}}\right\rceil +\dots +\left\lceil x-{\frac {m-1}{m}}\right\rceil ,\\\lfloor mx\rfloor =\left\lfloor x\right\rfloor +\left\lfloor x+{\frac {1}{m}}\right\rfloor +\dots +\left\lfloor x+{\frac {m-1}{m}}\right\rfloor .\end{aligned}}}
Egész számlálójú, pozitív egész nevezőjű racionális számok esetén az egészrészek közötti áttérési összefüggések:
{\displaystyle {\begin{aligned}&\left\lceil {\frac {n}{m}}\right\rceil =\left\lfloor {\frac {n+m-1}{m}}\right\rfloor =\left\lfloor {\frac {n-1}{m}}\right\rfloor +1,\\&\left\lfloor {\frac {n}{m}}\right\rfloor =\left\lceil {\frac {n-m+1}{m}}\right\rceil =\left\lceil {\frac {n+1}{m}}\right\rceil -1.\end{aligned}}}
Ha m és n is pozitív egész, és relatív prímek, akkor
{\displaystyle \sum _{k=1}^{n-1}\left\lfloor k\cdot {\frac {m}{n}}\right\rfloor ={\frac {1}{2}}(m-1)(n-1).}
A jobb oldali kifejezés szimmetrikus m-ben és n-ben, ezért
{\displaystyle \sum _{k=1}^{n-1}\left\lfloor k\cdot {\frac {m}{n}}\right\rfloor =\sum _{k=1}^{m-1}\left\lfloor k\cdot {\frac {n}{m}}\right\rfloor .}
Ennek egy általánosítása pozitív m-re és n-re, illetve tetszőleges valós x-re:
{\displaystyle {\begin{aligned}&\left\lfloor {\frac {x}{n}}\right\rfloor +\left\lfloor {\frac {m+x}{n}}\right\rfloor +\left\lfloor {\frac {2m+x}{n}}\right\rfloor +\dots +\left\lfloor {\frac {(n-1)m+x}{n}}\right\rfloor =\\=&\left\lfloor {\frac {x}{m}}\right\rfloor +\left\lfloor {\frac {n+x}{m}}\right\rfloor +\left\lfloor {\frac {2n+x}{m}}\right\rfloor +\dots +\left\lfloor {\frac {(m-1)n+x}{m}}\right\rfloor .\end{aligned}}}
Pozitív n-re és valós x, y-ra:
{\displaystyle {\begin{aligned}\left\lfloor {\frac {1}{n}}\cdot {\Big \lfloor }{\frac {x}{y}}{\Big \rfloor }\right\rfloor =\left\lfloor {\frac {1}{n}}\cdot {\frac {x}{y}}\right\rfloor ,\\\left\lceil {\frac {1}{n}}\cdot {\Big \lceil }{\frac {x}{y}}{\Big \rceil }\right\rceil =\left\lceil {\frac {1}{n}}\cdot {\frac {x}{y}}\right\rceil .\end{aligned}}}

### Jellemzés
A felső és alsó egészrész, illetve a törtrész függvények nem folytonosak a teljes ℝ-en – szakadási pontjaik az egész számok. Nem párosak és nem páratlanok. Az alsó és a felső egészrész szakaszonként konstans, a törtrész szakaszonként lineáris. A alsó egészrész és a törtrész jobbról, a felső egészrész balról folytonos minden pontban. A szakadási pontok elsőfajúak – mindkét oldali határérték létezik és véges. Az egészrészek monoton növekvőek. A törtrész periodikus, legkisebb periódusa 1.
Ezek a függvények nem fejthetők Taylor-sorba, mivel nem folytonosak. Ezen kívül Fourier-sorokkal sem állíthatók elő, mivel nem periodikusak.
Az x mod y Fourier-sora rögzített y-ra:
{\displaystyle x{\bmod {y}}={\frac {y}{2}}-{\frac {y}{\pi }}\sum _{k=1}^{\infty }{\frac {\sin \left({\frac {2\pi kx}{y}}\right)}{k}},\quad {\text{ha }}y\nmid x.}
Speciálisan, {x} = x mod 1 Fourier-sora:
{\displaystyle \{x\}={\frac {1}{2}}-{\frac {1}{\pi }}\sum _{k=1}^{\infty }{\frac {\sin(2\pi kx)}{k}},\quad {\text{ha }}x\not \in \mathbb {Z} .}
A szakadási helyeken a sor értéke a jobb és a bal határérték számtani közepét adja. A folytonossági pontokban a sor a függvényértékhez tart.
Az {x} = x − floor(x), floor(x) = x − {x} kifejezés felhasználásával
{\displaystyle \lfloor x\rfloor =x-{\frac {1}{2}}+{\frac {1}{\pi }}\sum _{k=1}^{\infty }{\frac {\sin(2\pi kx)}{k}}\qquad {\mbox{ha }}x{\mbox{ nem egész}}.}

## Alkalmazások

### Kapcsolat a modulo operátorral
A mod operátor (minden y ≠ 0 esetén) így definiálható:
{\displaystyle x{\bmod {y}}=x-y\left\lfloor {\frac {x}{y}}\right\rfloor .}
x mod y csak 0 és y közötti értékeket vesz fel, ezért az y előjelétől függően {\displaystyle 0\leq x{\bmod {y}}<y} vagy {\displaystyle 0\geq x{\bmod {y}}>y}.
Ha x egész és y pozitív, akkor
{\displaystyle (x\,{\bmod {\,}}y)\equiv x{\pmod {y}}.}
Rögzített y-ra x mod y grafikonja fűrészfogakra emlékeztet. Innen a név: fűrészfog-függvény.

### Kvadratikus reciprocitás
Gauss harmadik bizonyítása a kvadratikus reciprocitásra két lépésből áll.
Legyen p és q két különböző páratlan prím, és legyen
{\displaystyle m={\frac {p-1}{2}},\;\;n={\frac {q-1}{2}}.}
Először a Gauss-lemmával megmutatjuk, hogy a Legendre-szimbólumokra
{\displaystyle \left({\frac {q}{p}}\right)=(-1)^{\left\lfloor {\frac {q}{p}}\right\rfloor +\left\lfloor {\frac {2q}{p}}\right\rfloor +\dots +\left\lfloor {\frac {mq}{p}}\right\rfloor }}
és
{\displaystyle \left({\frac {p}{q}}\right)=(-1)^{\left\lfloor {\frac {p}{q}}\right\rfloor +\left\lfloor {\frac {2p}{q}}\right\rfloor +\dots +\left\lfloor {\frac {np}{q}}\right\rfloor }.}
A második lépés geometriai érvelést használ annak belátására, hogy
{\displaystyle \left\lfloor {\frac {q}{p}}\right\rfloor +\left\lfloor {\frac {2q}{p}}\right\rfloor +\dots +\left\lfloor {\frac {mq}{p}}\right\rfloor +\left\lfloor {\frac {p}{q}}\right\rfloor +\left\lfloor {\frac {2p}{q}}\right\rfloor +\dots +\left\lfloor {\frac {np}{q}}\right\rfloor =mn.}
Összetéve
{\displaystyle \left({\frac {p}{q}}\right)\left({\frac {q}{p}}\right)=(-1)^{mn}=(-1)^{{\frac {p-1}{2}}{\frac {q-1}{2}}}.}
Ezek a képletek az alsó egészrészt használják a kis számok kvasdratikus jellemzésére a p páratlan prím modulusokra:
{\displaystyle \left({\frac {2}{p}}\right)=(-1)^{\left\lfloor {\frac {p+1}{4}}\right\rfloor },}
{\displaystyle \left({\frac {3}{p}}\right)=(-1)^{\left\lfloor {\frac {p+1}{6}}\right\rfloor }.}

### Kerekítés
A pozitív számok egészekre kerekítése az {\displaystyle \lfloor x+0{,}5\rfloor } függvénnyel, a negatív számoké az {\displaystyle \lceil x-0{,}5\rceil } függvénnyel írható le.

### Tizedesjegyek levágása
A tizedesjegyek levágása is definiálható az egészrészekkel: nem negatív egészekre {\displaystyle \lfloor x\rfloor }, nem pozitív egészekre pedig {\displaystyle \lceil x-1\rceil +1}.
A szignumfüggvény felhasználásával: {\displaystyle \operatorname {sgn}(x)\lfloor |x|\rfloor }.

### Jegyek száma
Ha k pozitív egész, akkor jegyeinek száma a b alapú számrendszerben {\displaystyle \lfloor \log _{b}{k}\rfloor +1.}

### Faktoriálisok prímtényezős felbontása
Legyen n pozitív egész. Ekkor a p prím kitevője n! prímtényezős felbontásában:
{\displaystyle \left\lfloor {\frac {n}{p}}\right\rfloor +\left\lfloor {\frac {n}{p^{2}}}\right\rfloor +\left\lfloor {\frac {n}{p^{3}}}\right\rfloor +\dots }
Ez az összeg véges, mert minden prímre van egy hatvány, ami nagyobb, mint n!.

### Beatty-sorozatok
A Beatty-sorozatok megmutatják, hogy az irracionális számok két részre particionálják a természetes számokat az egészrész felhasználásával.

### Az Euler-konstans
Több képletben is együtt szerepel az egészrésszel a γ = 0,5772156649... Euler–Mascheroni-konstans:
{\displaystyle {\begin{aligned}&\gamma =\int _{1}^{\infty }\left({1 \over \lfloor x\rfloor }-{1 \over x}\right)\,dx,\\&\gamma =\lim _{n\to \infty }{\frac {1}{n}}\,\sum _{k=1}^{n}\left(\left\lceil {\frac {n}{k}}\right\rceil -{\frac {n}{k}}\right),\\&\gamma =\sum _{k=2}^{\infty }(-1)^{k}{\frac {\left\lfloor \log _{2}k\right\rfloor }{k}}.\end{aligned}}}

### Riemann-féle zéta függvény
A törtrész megjelenik a Riemann-féle zéta-függvény integrálos felírásaiban.
Parciális integrálással megmutatható, hogy ha φ(x) folytonosan differenciálható az [a, b] zárt intervallumon, akkor
{\displaystyle {\sum _{a<n\leq b}\varphi (n)=\int _{a}^{b}\varphi (x)dx+\int _{a}^{b}\left(\{x\}-{\tfrac {1}{2}}\right)\varphi '(x)dx+\left(\{a\}-{\tfrac {1}{2}}\right)\varphi (a)-\left(\{b\}-{\tfrac {1}{2}}\right)\varphi (b).}}
Ha most φ(n) = n−s, ahol s valós része nagyobb, mint 1, a és b egész, és b tart a végtelenbe, akkor adódik:
{\displaystyle \zeta (s)=s\int _{1}^{\infty }{\frac {{\frac {1}{2}}-\{x\}}{x^{s+1}}}\;dx+{\frac {1}{s-1}}+{\frac {1}{2}}.}
Ez a képlet minden olyan s-re jó, aminek valós része nagyobb, mint -1, és nem egyenlő eggyel. {x} Fourier-sorának felhasználásával és ezzel az egyenlettel a zéta-függvény kiterjeszthető az egész komplex síkra, az 1 kivételével, ahol is pólusa van.
A kritikus sávban levő s = σ + i t-re
{\displaystyle \zeta (s)=s\int _{-\infty }^{\infty }e^{-\sigma \omega }(\lfloor e^{\omega }\rfloor -e^{\omega })e^{-it\omega }\,d\omega .}
1947-ben van der Pol ezt a felírást használta a zéta-függvény gyökeinek keresésére készített egy analóg számítógépet.

### Prímszámok
n akkor és csak akkor prím, ha
{\displaystyle \sum _{m=1}^{\infty }\left(\left\lfloor {\frac {n}{m}}\right\rfloor -\left\lfloor {\frac {n-1}{m}}\right\rfloor \right)=2.}
Legyen r > 1 egész, pn az n-edik prím, és
{\displaystyle \alpha =\sum _{m=1}^{\infty }p_{m}r^{-m^{2}}.}
Ekkor
{\displaystyle p_{n}=\left\lfloor r^{n^{2}}\alpha \right\rfloor -r^{2n-1}\left\lfloor r^{(n-1)^{2}}\alpha \right\rfloor .}
Van egy θ = 1,3064... szám (a Mill-konstans), hogy
{\displaystyle \left\lfloor \theta ^{3}\right\rfloor ,\left\lfloor \theta ^{9}\right\rfloor ,\left\lfloor \theta ^{27}\right\rfloor ,\dots }
mind prímek.
Van egy ω = 1,9287800... szám is, hogy
{\displaystyle \left\lfloor 2^{\omega }\right\rfloor ,\left\lfloor 2^{2^{\omega }}\right\rfloor ,\left\lfloor 2^{2^{2^{\omega }}}\right\rfloor ,\dots }
mind prímek.
Jelölje π(x) az x-nél nem nagyobb prímek számát. Ekkor nyílegyenesen következik a Wilson-tételből, hogy:
{\displaystyle \pi (n)=\sum _{j=2}^{n}\left\lfloor {\frac {(j-1)!+1}{j}}-\left\lfloor {\frac {(j-1)!}{j}}\right\rfloor \right\rfloor .}
Tehát, ha n ≥ 2,
{\displaystyle \pi (n)=\sum _{j=2}^{n}\left\lfloor {\frac {1}{\sum _{k=2}^{j}\left\lfloor \left\lfloor {\frac {j}{k}}\right\rfloor {\frac {k}{j}}\right\rfloor }}\right\rfloor .}
Az ebben a szakaszban felsorolt formuláknak nincs gyakorlati alkalmazásuk.

### Ramanujan problémái
Srínivásza Rámánudzsan vetette fel ezeket a kérdéseket a Journal of the Indian Mathematical Societynek:
Ha n pozitív egész, akkor:
(I)     {\displaystyle \left\lfloor {\tfrac {n}{3}}\right\rfloor +\left\lfloor {\tfrac {n+2}{6}}\right\rfloor +\left\lfloor {\tfrac {n+4}{6}}\right\rfloor =\left\lfloor {\tfrac {n}{2}}\right\rfloor +\left\lfloor {\tfrac {n+3}{6}}\right\rfloor ,}
(II)     {\displaystyle \left\lfloor {\tfrac {1}{2}}+{\sqrt {n+{\tfrac {1}{2}}}}\right\rfloor =\left\lfloor {\tfrac {1}{2}}+{\sqrt {n+{\tfrac {1}{4}}}}\right\rfloor ,}
(III)     {\displaystyle \left\lfloor {\sqrt {n}}+{\sqrt {n+1}}\right\rfloor =\left\lfloor {\sqrt {4n+2}}\right\rfloor .}
Ezeket az állításokat sikerült belátni.

### Megoldatlan kérdések
A Waring-probléma tanulmányozása közben felvetődött a kérdés:
Van-e k, k ≥ 6 egész, hogy
{\displaystyle 3^{k}-2^{k}\left\lfloor \left({\tfrac {3}{2}}\right)^{k}\right\rfloor >2^{k}-\left\lfloor \left({\tfrac {3}{2}}\right)^{k}\right\rfloor -2\;\;?}
Mahler belátta, hogy csak véges számú megoldás létezhet, de nincs ismert konkrét megoldás.